# Carpetanusok
Carpetanusok, hatalmas ókori nép Hispaniában az Anas és a Tagus vidékén. Fővárosuk Toletum (a mai Toledo) volt. Livius és Polübiosz említi őket.